# 매클모어 & 라이언 루이스
맥클모어 앤 라이언 루이스 (Macklemore & Ryan Lewis)는 미국의 랩퍼 맥클모어와 프로듀서 라이언 루이스가 결성한 프로젝트 그룹이다. 대표 앨범으로는 The VS. EP (2009), The Heist (2012)가 있고, 대표 곡으로는 Can't Hold Us (2011), Same Love (2012), Thrift Shop (2012) 등이 있다. 특히 R&B가수인 완즈와 함께한 Thrift Shop은 빌보드 핫 100차트 1위에 오르는 등 많은 기록들을 보여주었으나 2017년 6월 15일경 매클모어의 인스타그램에 해체를 알리는 장문의 글이 올라왔고 해체되었다.

## 음반 목록
- The Heist (2012)
- This Unruly Mess I've Made (2016)

## 같이 보기
- 2013년 빌보드 핫 100 차트 1위 목록